# Paul-Antoine Cap
Paul-Antoine Gratacap, dit Cap, né à Mâcon (Saône-et-Loire) le 2 avril 1788 et mort dans le 2e arrondissement de Paris le 12 novembre 1877, est un pharmacien, naturaliste et écrivain scientifique français.

## Biographie
Pharmacien à Lyon puis à Paris, il fut membre associé de l'Académie de médecine et président de la Société de pharmacie.
Il introduisit dans la pratique médicale les préparations pharmaceutiques ayant pour base la glycérine (mémoire présenté à l'Académie de médecine le 17 janvier 1854). Il les divisait en deux grandes classes : les glycérolés, faits avec de la glycérine seule, et les glycérats, faits avec un mélange composé de glycérine et d’amidon, ayant la consistance de l’empois.
Il est également l'auteur d'études biographiques sur de nombreux savants.
Chevalier de la Légion d'honneur, il était également membre de l'Académie des sciences, belles-lettres et arts de Lyon à partir de 1825, ainsi que de l'Académie royale de médecine de Belgique et des académies des sciences de Turin, Venise, Florence. 
Un buste de Pierre-Antoine Cap, dit Portrait sérieux de Paul-Antoine Gratacap, a été sculpté en 1841 par Dantan le Jeune ; il est conservé au musée Carnavalet de Paris.
Paul-Antoine Cap est le beau-père du compositeur Adolphe Blanc.

## Publications

### Comme auteur
- Principes élémentaires de pharmaceutique sur Gallica, Paris, J.B. Baillière, 1837
- Histoire de la pharmacie et de la matière médicale depuis les temps les plus reculés jusqu'à nos jours, 1847
- Benjamin Delessert, Paris, Plon, 1850
- Le Muséum d'histoire naturelle sur Google Livres, L. Curmer, 1854, 418 p.
- Matthieu Bonafous sur Google Livres, F. Dumoulin, 1854, 58 p.Éloge de Matthieu Bonafous
- Études biographiques pour servir à l'histoire des sciences, 2 vol., 1857-1864
- Camille Montagne, botaniste, ancien chirurgien en chef d'armée.  Paris, J.B. Baillière, 1866.
- La Science et les savants au XVIe siècle, tableau historique sur Google Livres, 1867.

### Comme directeur de publication
- Bernard Palissy, Œuvres complètes sur Google Livres, Dubochet, 1844
- Antoine Bauderon de Sénecé, Œuvres posthumes sur Gallica, P. Jannet, 1855Avec Émile Chasles